# Parachernes
Genre
Synonymes
- Argentochernes Beier, 1932

Parachernes est un genre de pseudoscorpions de la famille des Chernetidae.

## Distribution
Les espèces de ce genre se rencontrent en Amérique, en Océanie, en Asie et en Afrique subsaharienne.

## Liste des espèces
Selon Pseudoscorpions of the World (version 3.0) :
- Parachernes (Parachernes) Chamberlin, 1931
  - Parachernes adisi Mahnert, 1979
  - Parachernes albomaculatus Balzan, 1892
  - Parachernes arcuodigitus Muchmore & Alteri, 1974
  - Parachernes argentatopunctatus (Ellingsen, 1910)
  - Parachernes argentinus Beier, 1967
  - Parachernes auster Beier, 1964
  - Parachernes beieri Muchmore, 1999
  - Parachernes bicolor (Balzan, 1892)
  - Parachernes bisetus Muchmore & Alteri, 1974
  - Parachernes bougainvillensis Beier, 1965
  - Parachernes chilensis Beier, 1964
  - Parachernes cocophilus (Simon, 1901)
  - Parachernes confraternus (Banks, 1909)
  - Parachernes crassimanus (Balzan, 1887)
  - Parachernes darwiniensis Beier, 1978
  - Parachernes dissimilis Muchmore, 1980
  - Parachernes distinctus Beier, 1933
  - Parachernes dominicanus Beier, 1976
  - Parachernes fallax Beier, 1959
  - Parachernes floridae (Balzan, 1892)
  - Parachernes franzi Beier, 1978
  - Parachernes galapagensis Beier, 1977
  - Parachernes gracilimanus Mahnert, 1986
  - Parachernes indicus Beier, 1967
  - Parachernes inpai Mahnert, 1979
  - Parachernes insuetus Beier, 1933
  - Parachernes insularis Beier, 1935
  - Parachernes kuscheli Beier, 1955
  - Parachernes latus (Banks, 1893)
  - Parachernes leleupi Beier, 1977
  - Parachernes litoralis Muchmore & Alteri, 1969
  - Parachernes loeffleri Beier, 1959
  - Parachernes meinertii With, 1908
  - Parachernes melanopygus Beier, 1959
  - Parachernes nevermanni Beier, 1976
  - Parachernes niger Mahnert, 1987
  - Parachernes nigrimanus (Banks, 1902)
  - Parachernes nitidimanus (Ellingsen, 1905)
  - Parachernes nubilis Hoff, 1956
  - Parachernes ovatus Mahnert, 1979
  - Parachernes pallidus Beier, 1959
  - Parachernes peruanus Beier, 1955
  - Parachernes plumatus Beier, 1933
  - Parachernes plumosus (With, 1908)
  - Parachernes pulchellus (Banks, 1908)
  - Parachernes pulcher Mahnert, 1979
  - Parachernes rasilis Muchmore & Alteri, 1974
  - Parachernes robustus Hoff, 1946
  - Parachernes ronnaii Chamberlin, 1931
  - Parachernes rubidus (Ellingsen, 1906)
  - Parachernes sabulosus (Tullgren, 1909)
  - Parachernes schlingeri Beier, 1959
  - Parachernes semilacteus Beier, 1965
  - Parachernes setiger Mahnert, 1979
  - Parachernes setosus Beier, 1948
  - Parachernes subrotundatus (Balzan, 1892)
  - Parachernes subtilis Beier, 1964
  - Parachernes topali Beier, 1964
  - Parachernes tumimanus (Banks, 1908)
  - Parachernes vastitatis (Chamberlin, 1923)
  - Parachernes virginicus (Banks, 1895)
  - Parachernes withi Beier, 1967
- Parachernes (Scapanochernes) Beier, 1932
  - Parachernes compressus (Tullgren, 1907)
  - Parachernes cordimanus (Beier, 1953)

et décrites depuis :
- Parachernes adelaidae Bedoya-Roqueme, 2019
- Parachernes foreroa Bedoya-Roqueme, 2019
- Parachernes monteriacittatus Bedoya-Roqueme, 2019

## Publications originales
- Chamberlin, 1931 : Parachernes ronnaii, a new genus and species of false scorpion from Brazil (Arachnida - Chelonethida). Entomological News, vol. 42, p. 192-195 (texte intégral).
- Beier, 1932 : Pseudoscorpionidea - Afterskorpione. Handbuch der Zoologie, Berlin und Leipzig, p. 117-192.